# غاريت كروسمان
غاريت كروسمان (بالإنجليزية: Garret Crossman)‏ هو لاعب دوري الرغبي أسترالي، ولد في 7 ديسمبر 1982 في أورانج في أستراليا.